# ايمي فرينغتون
ايمي فرينغتون (بالإنجليزية: Amy Farrington)‏ مواليد 20 سبتمبر 1966 في بوسطن، هي ممثلة أمريكية بدأت مسيرتها الفنية عام 1998.

## وصلات خارجية
- ايمي فرينغتون على موقع IMDb (الإنجليزية)
- ايمي فرينغتون على موقع قاعدة بيانات الفيلم (الإنجليزية)